# Motoaki Furukawa
Motoaki Furukawa (古川元亮 Furukawa Motoaki?) es un artista y un extrabajador de Konami, donde empezó su carrera en noviembre de 1986. Desde entonces, empezó a desempeñar en varios videojuegos de Konami, tales como Twinbee, Parodius, Sunset Riders, y A-JAX. Su primera contribución en Bemani fue en las series de GuitarFreaks & DrumMania en 1999 con GUITARFREAKS 2ndMIX y desde entonces componía al menos unas cuantas canciones  para cada entrega desde GUITARFREAKS 4thMIX & drummania 3rdMIX hasta GuitarFreaks V4 & DrumMania V4. Él reapareció en GuitarFreaksXG & DrumManiaXG, sin embargo, esta fue su última aparición en Bemani poco antes de retirarse.
Después de estar 21 años en la empresa, Motoaki dejó Konami el 28 de septiembre de 2007. Ese mismo día creó su propia marca de canciones con el pseudónimo M's Art. Actualmente trabaja como guitarrista en la banda VOYAGER.

## Música principal
La siguiente lista muestra las canciones que fueron creadas por el mismo autor y también con los artistas que trabajó para su elaboración:

### Canciones de Bemani
- beatmania IIDX 7th style
  - Burning Heat! (Full Option Mix)

- Dance Dance Revolution 7thMIX
  - BURNING HEAT! (3 Option MIX)

- ee'MALL 2nd avenue
  - A SHOOTING STAR

- GUITARFREAKS 2ndMIX
  - Body Operation

- GUITARFREAKS 4thMIX & drummania 3rdMIX
  - BORN TO BE WILD
  - CAPTAIN'S VOYAGE

- GUITARFREAKS 5thMIX & drummania 4thMIX
  - DON'T HIDE YOUR MIND
  - SUMMER SUN

- GUITARFREAKS 6thMIX & drummania 5thMIX
  - FEEL THE EARTH
  - SOME HARD REACTIONS
  - YOU GIVE LOVE A BAD NAME

- GUITARFREAKS 7thMIX & drummania 6thMIX
  - SMILE FOR YOU
  - すてきな雨あがり

- GUITARFREAKS 8thMIX & drummania 7thMIX
  - THE OCEAN AND YOU
  - BRAND NEW LADY

- GUITARFREAKS 9thMIX & drummania 8thMIX
  - GET READY
  - YOU CAN'T DO IT

- GUITARFREAKS 10thMIX & drummania 9thMIX
  - DANCE FOR THE FUTURE
  - Save A Little Something

- GUITARFREAKS 11thMIX & drummania 10thMIX
  - Just In My Heart

- GuitarFreaks V & DrumMania V
  - Beautiful Life
  - Street Runner

- GuitarFreaks V2 & DrumMania V2
  - HELLO YOU

- GuitarFreaks V3 & DrumMania V3
  - アノヒノカゼ

- - GuitarFreaks V3 & DrumMania V3 CS
    - TABIDACHI

- GuitarFreaks V4 & DrumMania V4
  - True Love and Valentines

- GuitarFreaksXG & DrumManiaXG
  - Sky Runner

- jubeat ripples
  - SWEET ANGEL

- MAMBO A GO GO
  - PASSION NIGHT RENDEZVOUS